# FC Internațional Curtea de Argeș
Az FC Internațional Curtea de Argeș egy román labdarúgócsapat, Curtea de Argeș városából.

## Történet
Az egyesületet 2000-ben Benone Lazăr román üzletember alapította FC Internațional Pitești néven. Az első szezonban a Liga III-ban diadalmaskodott, majd a következő évtől a másodosztályban szerepelt. 2005-ben a klub megszűnt, de két év elteltével ismét indult a harmadik vonalban. Innen fokozatosan lépett egyre magasabb osztályokba, egészen 2009-ig, amikor sikeresen feljutott az első osztályba.

## Eredmények
Liga II
- Ezüstérmes 2008-2009

Román kupa
- Nyolcaddöntő 2008-2009

## Jelenlegi játékosok
A csapat játékosai 2009-ben:
| #  |                  | Poszt | Név             |
| -- | ---------------- | ----- | --------------- |
| 1  | Románia          | K     | Florin Pampea   |
| 12 | Románia          | K     | Marius Popa     |
| 32 | Románia          | K     | Daniel Mutu     |
| 2  | Románia          | V     | Cosmin Băcilă   |
| 3  | Elefántcsontpart | V     | Ousmane Viera   |
| 6  | Románia          | V     | Tiberiu Bier    |
| 15 | Románia          | V     | Gabriel Matei   |
| 21 | Románia          | V     | Vlad Chiricheș  |
| 23 | Románia          | V     | Florin Popa     |
| 25 | Románia          | V     | George Neagu    |
| 27 | Románia          | V     | Alexandru Filip |
| 5  | Elefántcsontpart | KP    | Emmanuel Koné   |

| #  |         | Poszt | Név               |
| -- | ------- | ----- | ----------------- |
| 7  | Románia | KP    | Mihai Răduț       |
| 8  | Románia | KP    | Ovidiu Vezan      |
| 10 | Románia | KP    | Cătălin Lazăr     |
| 14 | Románia | KP    | Claudiu Voiculeț  |
| 16 | Románia | KP    | Alexandru Stoica  |
| 17 | Románia | KP    | Ramses Gado       |
| 20 | Románia | KP    | Alexandru Ciucur  |
| 24 | Románia | KP    | Cornel Frăsineanu |
| 9  | Románia | CS    | Lucian Itu        |
| 11 | Románia | CS    | Ovidiu Stoianof   |
| 18 | Románia | CS    | Claudiu Ionescu   |
| 26 | Románia | CS    | Marius Jianu      |

## Külső hivatkozások
- A csapat honlapja